# Ochroplutodes crocea
Ochroplutodes crocea är en fjärilsart som beskrevs av W. Warren 1905. Ochroplutodes crocea ingår i släktet Ochroplutodes och familjen mätare. Inga underarter finns listade i Catalogue of Life.